# Homi Jehangir Bhabha
 (novembre 2023).
Si vous disposez d'ouvrages ou d'articles de référence ou si vous connaissez des sites web de qualité traitant du thème abordé ici, merci de compléter l'article en donnant les références utiles à sa vérifiabilité et en les liant à la section « Notes et références ».
Homi Jehangir Bhabha, né le 30 octobre 1909 à Bombay et mort le 24 janvier 1966 au Mont Blanc, est un physicien nucléaire indien.

## Biographie
Physicien de renom, Homi Jehangir Bhabha est le père des sciences nucléaires en Inde.
En 1955, il préside la conférence de l'ONU sur les usages pacifiques du nucléaire.
Avec le Premier ministre indien Lal Bahadur Shastri, il militait pour la non-prolifération nucléaire à fins militaires mais ce dernier décède brutalement d'une attaque cardiaque le 11 janvier 1966. Bhabha, lui, disparaîtra moins de 2 semaines plus tard dans le crash du Boeing 707 Kangchenjunga d'Air India (vol 101 Air India) sur les pentes du Mont Blanc (Glacier des Bossons), alors qu'il se rendait à deux conférences pacifistes : l'une à Vienne (de l'Agence internationale de l'énergie atomique), l'autre quelques jours plus tard à Genève. 
Dans son livre Crash au Mont-Blanc publié en 1991 (Glénat, nouvelle édition 2013, édition Le Petit montagnard), Françoise Rey révèle la polémique qui a suivi le crash, une équipe de journalistes menée par l'alpiniste René Demaison ayant accédé aux lieux du drame sans autorisation pour chercher les preuves d'une collision.
Sur la base de nouveaux témoignages et documents déclassifiés, Françoise Rey a écrit un nouveau livre paru en novembre 2015 Crashs au Mont-Blanc : la fin des secrets ? qui apporte un nouvel éclairage sur la disparition du physicien prêt à doter l'Inde de la bombe atomique.
Le roman historique Homi Bhabha Le Tigre du Mont-Blanc (Librinova, 2020), dévoile l'action dérangeante du grand physicien indien dans la compétition internationale pour le pouvoir nucléaire. Le Premier ministre Jawaharlal Nehru, puis son successeur Lal Bahadur Shastri, l'ont tacitement approuvée. Lal Bahadur Shastri est mort le 11 janvier 1966, treize jours avant Bhabha. Son décès est survenu à la fin de la conférence de paix avec le Pakistan, organisée par l'Union soviétique à Tachkent. La conférence était tendue. Une note diplomatique française datée 11 janvier révélait qu'une note chinoise adressée à l'Inde en pleine conférence, soutenait le Pakistan « en des termes menaçants ». Selon Soutik Biswas, correspondant de BBC News en Inde, l'épouse de Lal Bahadur Shastri, Lalita, a soupçonné un empoisonnement criminel dès le retour du corps de son mari à Dehli. De leur côté, les médecins soviétiques ont attribué le décès à une crise cardiaque. Il n'y a pas eu d'autopsie.
Les doutes sur la mort du Premier ministre indien rejoignent ceux mettant en cause la version officielle française du crash du Kanchenjunga (rapport du BEA sur l'accident) : mauvaise interprétation par l'équipage de l'alerte donnée par le contrôle de Genève pour qu'il rectifie sa trajectoire, trop proche du Mont-Blanc. Or un des deux VOR (instruments de navigation) de l'appareil était en panne. Cette défaillance empêchait les pilotes de se situer avec précision. Par ailleurs, un ancien agent de la CIA, Robert Crowley, a revendiqué la catastrophe dans ses confidences au journaliste Gregory Douglas. Ces longues interviews ont été publiées par Amazon sous le titre Conversations with the Crow. Crowley : « (...) Il (Bhabha) volait en direction de Vienne pour faire encore plus de problèmes quand une bombe a explosé dans la soute de son 707 (...) À l'époque c'était notre meilleur coup », a raconté the Crow. « On a eu Shastri, un autre adorateur de vaches enturbanné », a-t-il même ajouté.
L'Inde a été durablement affaiblie par la double disparition du Premier ministre et de l'homme fort du pays. Concernant Bhabha, plusieurs « raisons d'État » peuvent avoir conduit à son élimination criminelle : Robert Crowley, l'ancien officier de la CIA, a déclaré au journaliste Gregory Douglas, que « les États-Unis se méfiaient de la position rigide de l'Inde sur la politique nucléaire, ainsi que du Premier ministre Lal Bahadur Shastri, qui voulait poursuivre dans la voie des tests nucléaires ». Crowley a aussi déclaré « que l'agence (la CIA) s'inquiétait de la domination collective de l'Inde et de la Russie sur la région, qui nécessitait une forte dissuasion ». 
Bhabha préparait secrètement la bombe atomique indienne. Cela se savait dans le milieu du renseignement. Homi dérangeait les « grands » et aussi ses deux voisins, la Chine et le Pakistan, sur fond de compétition internationale pour le pouvoir nucléaire. Smiling Buddha, le premier essai de l'arme nucléaire indienne a finalement eu lieu en 1974 à Pokharan, dans l'État du Rajasthan. Indira Gandhi était alors Première ministre.

## Distinctions
Bhabha est devenu membre de la Royal Society le 20 mars 1941 et a reçu le prix Adams en 1942.

## Hommage
Un cratère lunaire porte son nom.